# Głotowo
Głotowo est un village polonais de la voïvodie de Varmie-Mazurie.

## Géographie
Głotowo est situé dans la gmina de Dobre Miasto, dans le powiat d'Olsztyn.

## Histoire
La première mention du village remonte à 1290.
En juin 1807, la bataille de Guttstadt, qui oppose les Russes aux Français se déroule en partie sur le territoire de Głotowo.

## Démographie
En 2011, la population de Głotowo est de 498 habitants.